# مهدي دخل الله
مهدي دخل الله (مواليد 1947) هو سياسي ودبلوماسي في حزب البعث السوري. عمل في مناصب مختلفة بما في ذلك رئيس تحرير ووزير إعلام وسفير.

## النشأة والتعليم
ولد دخل الله في عائلة سنية في محافظة درعا عام 1947. درس السياسة في جامعة زغرب في جمهورية يوغوسلافيا الاشتراكية الاتحادية وحصل على درجة البكالوريوس. كما حصل على درجة الدكتوراه في التنمية والتي حصل عليها من نفس الجامعة.

## المسيرة المهنية
دخل الله هو عضو في الفرع الإقليمي السوري لحزب البعث العربي الاشتراكي المعروف بآرائه الإصلاحية والليبرالية. خدم في مواقف متنوعة. عمل في قسم البحث في المجلس القيادي الوطني في الفترة من 1983 إلى 2001. ثم اتهم بكتابة الخطب التي ألقاها عبد الله الأحمر الذي كان آنذاك مساعد الأمين العام للحزب. ثم شغل منصب رئيس تحرير صحيفة البعث وهي الصحيفة الرسمية للحزب من 2002 إلى 2004. نشر مقالتين افتتاحيتين على سبيل المثال بعنوان «الإصلاح: سياسي أم اقتصادي؟» و«تطوير المؤسسة الاجتماعية: الكثير من العمل في الانتظار» في اليومية في عامي 2003 و2004 بحجة أنه كان ينبغي تخفيض دور وتأثير حزب البعث. كما دعا إلى إجراء إصلاحات ديمقراطية كبيرة في مقالاته الافتتاحية.
كما عُيّن وزيرًا للإعلام في 4 أكتوبر 2004 ليحل محل أحمد حسن. كان دخل الله في منصبه حتى فبراير 2006 وحل محله محسن بلال في تعديل وزاري. خلال فترة ولايته حث دخل الله الصحفيين السوريين على تبني نهج أكثر جرأة. بالإضافة إلى ذلك انتهت وسائل الإعلام من استخدام كلمة رفيق عند الإشارة إلى قادة البعث باستثناء حزب البعث اليومي الرسمي خلال فترة ولايته. في عام 2005 قال دخل الله علنا أن «الصحف السورية غير مقروءة». أجبره الرئيس السوري على الاستقالة. قال دخل الله أيضًا أن وسائل الإعلام السورية كانت تمر بمرحلة انتقالية من «وسائط الإعلام الديغريستية» إلى «وسائل الإعلام ذات الغرض» وأن الدساتير لا ينبغي اعتبارها كيانات مقدسة وبالتالي فهي عرضة للتعديل.
في تعديل وزاري في فبراير 2006 خلفه محسن بلال وزيرًا للإعلام. ثم ترأس دخل الله مركز الدراسات الاستراتيجية في القيادة الإقليمية حتى عام 2009. في أكتوبر 2009 عُيّن سفيرا لسوريا في المملكة العربية السعودية.